# دای قوزی (هزاره)
دای قوزی از قبایل هزاره است که شاخه‌های قومی آن در اندراب ها (قطغن) و ولسوالی‌های شیبر، کهمرد ،سیغان و مرکز ولایت بامیان سکونت دارند.

## زیر قبایل

### ولسوالی شیبر
شاخه‌های قومی درنمان، شاخه قومی غندک، شاخه قومی خیده، شاخه قومی شیخه، شاخه قومی جلمیش، شاخه قومی عادل، شاخه قومی ایام، شاخه قومی شاک، شاخه قومی که شی، شاخه قومی شاه قدم، شاخه قومی عراق، شاخه قومی غلام علی، شاخه قومی ماموت، شاخه قومی جولا، شاخه قومی رشگ، شاخه قومی بدل، شاخه قومی قوچنغی، شاخه قومی کودی، شاخه قومی جمع علی و غیره می‌باشند.

### ولسوالی کهمرد و سیغان
شاخه قومی خواجه علی، شاخه قومی شیخه زیست دارند.

### ولسوالی مرکز بامیان
در ولسوالی مرکز بامیان
شاخه قُلی، شاخه ملنگ و شاخه مشُنگی زندگی می‌کنند، قابل ذکر است که شاخه ملنگ و مشُنگی از سبزوار هرات (شندند فعلی) همرای برخی سادات به مرکز بامیان آمده اند.
- فهرست قبایل هزاره